# 鈴木善次
鈴木 善次（すずき ぜんじ、1933年 - 2024年1月24日）は、日本の生物学者、科学史家。大阪教育大学名誉教授。専門は科学史、科学教育。

## 来歴
神奈川県横浜市生まれ。1956年東京教育大学理学部卒業、1958年同農学部卒業。山口大学教養部助教授、同大学教授、1985年頃、大阪教育大学教育学部教授を歴任。1997年定年退官、同大学名誉教授となる。また、神奈川大学非常勤講師も務めた。
2024年1月24日に死去。

## 著書
- 『生物学のあゆみ』第一法規出版 1970 理科教育のための科学史
- 『生物とは何だろう』第一法規出版 自然を探究した科学者たち 1972
- 『人間が創った生物 神への挑戦がもたらしたもの』講談社ブルーバックス 1974
- 『人間環境論 科学と人間のかかわり』明治図書出版 1978
- 『日本の優生学 その思想と運動の軌跡』三共出版 1983 三共科学選書
- 『随想・科学のイメージ 日本人はどう受けとめてきたか』海鳴社 1986
- 『人間環境教育論 生物としてのヒトから科学文明を見る』創元社 1994
- 『バイオロジー事始 異文化と出会った明治人たち』吉川弘文館 2005 歴史文化ライブラリー

## 共編著
- 『科学・技術史概論』馬場政孝共著 建帛社 1979
- 『環境事典 地球を守るくらし方』原田智代共著 国土社 1992 てのり文庫 事典シリーズ
- 『日本の優生学資料選集 その思想と運動の軌跡』全6巻 編 クレス出版 2010

## 翻訳
- ジュリアン・ハクスリー『進化とはなにか 20億年の謎を探る』長野敬共訳 講談社ブルーバックス 1968
- ピーター・J.ボウラー『進化思想の歴史』共訳 1987 朝日選書
- スティーヴン・ジェイ・グールド『人間の測りまちがい 差別の科学史』森脇靖子共訳 河出書房新社 1989 のち文庫
- ウインフリー『生物時計』鈴木良次共訳 東京化学同人 1992 SAライブラリー
- J.H.ブルック 他『創造と進化』里深文彦共訳 すぐ書房 2006 科学革命とキリスト教

## 参考
- 『科学革命とキリスト教 創造と進化―科学革命とキリスト教〈3〉』著者等紹介